# Árvore (revista)
Árvore foi uma revista literária portuguesa, publicada em Lisboa, entre 1951 e 1953, num total de 4 números.
Publicação independente especializada em poesia, "Árvore: folhas de poesia" estava principalmente orientada para a discussão e crítica, incluindo não só a divulgação da poesia de jovens poetas e recensões críticas de obras poéticas, mas também ensaios "em defesa da Poesia".
Esta revista era dirigida e editada por António Luís Moita, António Ramos Rosa, José Terra, Luís Amaro e Raul de Carvalho.
A revista "Árvore" contou ainda, entre os seus colaboradores, com nomes como Egito Gonçalves, Eugénio de Andrade, Sophia de Mello Breyner Andresen, Maria Cristina Araújo, Matilde Rosa Araújo, Humberto d'Ávila, José Bento, René Char, Carlos Eurico da Costa, Luísa Dacosta, Paul Élouard, Adriano Lourenço de Faria, Rogério Fernandes, Armando Ventura Ferreira, Vergílio Ferreira, Manuel da Fonseca, José-Augusto França, Natércia Freire, Sebastião da Gama, Oliveira Guimarães, Alberto de Lacerda, Jorge de Lima, Eduardo Lourenço, Alfredo Margarido, Albano Dias Martins, Henri Michaux, David Mourão-Ferreira, Mário Sacramento, Álvaro Salema, Jorge de Sena, Mário Cesariny de Vasconcelos e Fernando Vieira.
Teve a colaboração artística de Cipriano Dourado, Lima de Freitas e Fernando Lanhas.